# منديل الفهيد
منديل الفهيد (1338هـ-1425هـ) شاعر وراوي اهتمّ بالأدب الشعبي بتدوينه وتوثيقه في العديد من الأعمال الورقية والصوتية. امتاز بأسلوبه الذي قل ما تجده عند المهتمين بالأدب الشعبي. أشهر أعماله سلسلة (من آدابنا الشعبية في الجزيرة العربية) والذي صدر في عشرة أجزاء.

## نسبة ونشأتة
هو منديل بن فهيد بن منديل الفهيد من قبيلة الأساعدة من الروقة من قبيلة عتيبة. ولد في عين بن فهيد بالاسياح سنة (1338هـ) وقد نشأ حافظاً للقران الكريم. عمل في أول شبابه بالزراعة وكان مولعاً بالشعر وقصص مكارم الأخلاق وحرص على مجالسة الرواة والشعراء والأخذ عنهم ما يدور في المجلس من شعر وقصص، كان يتمتع بذاكرة قوية إضافة إلى قوة شاعريته، وله الكثير من القصائد والمساجلات مع كبار الشعراء مثل سليمان بن شريم وسليمان العيد وغالي المطيري وسند الخمشي وعبد الرحمن الربيعي، وفهد بن أحمد وغيرهم الكثير. توفي في يوم الأحد ليلة الأثنين (18-9-1425هـ).

## مسيرته
التحق بالإذاعة عام 1384هـ فكلفه خادم الحرمين الشريفين الملك: سلمان بن عبد العزيز  عندما كان اميراً على الرياض بإعداد وتقديم برنامج (من البادية) في الإذاعة، فكان يرد ويلبي طلبات المستمعين من قصص وأشعار واستمر حتى عام 1395هـ حيث طلب من الأمير سلمان بن عبد العزيز آنذاك، إعفاءه للتفرغ للتأليف. فأصدر مؤلفه الشهير (من آدابنا الشعبية في الجزيرة العربية) جمع فيه نوادر القصص الشعبية والأشعار النبطية، وكان أول صدور له الجزء الأول عام 1398هـ، وفي عام 1401هـ صدر الجزء الثاني وهو خاص بأشعار بعض النساء وفي عام 1402هـ صدر له الجزء الثالث وفي عام 1405هـ صدر له الجزء الرابع، وفي عام 1411هـ، صدر له الجزء الخامس، وفي عام 1413هـ صدر له الجزء السادس، وفي عام 1415هـ صدر له الجزء السابع، وفي عام 1419هـ صدر له الجزء الثامن، ثم في عام 1424هـ صدر له الجزء التاسع، وألحقه بالجزء العاشر والأخير. وتعتبر هذه السلسلة من أهم وأضخم المؤلفات التي اعتنت بالأدب الشعبي، جمعت بين طياتها أبرز القصص والشواهد الشعرية التي تصوّر عواطف الوفاء، والعفّة، ومكارم الأخلاق والشيم العربية الأصيلة.
يقول الأديب منديل الفهيد بعد ما لاحظ التعدي على بعض مؤلفاته

| منديل الفهيد | عزيزي القارئ.. لا تظن بما سمعته من غير مؤلفاتي أنني آخذ منها بل هو مأخوذ مني بعد ما أذعته في ركن البادية سابقاً وصحح أخطاءها وأخذ مني ولم ينسب إلي وفيه دليل واضح جميع الأبيات الشعرية التابعة للقصص الذي لم أذكر اسم صاحبها هذه من شعري أنا، لم أذكر اسمي وفي النهاية وكثرة الآخذين من مؤلفاتي ذكرت اسمي فيما ألفته | منديل الفهيد |